# Armadillidium artense
Armadillidium artense är en kräftdjursart som beskrevs av Hans Strouhal 1956. Armadillidium artense ingår i släktet Armadillidium och familjen klotgråsuggor. Inga underarter finns listade i Catalogue of Life.